# Club de noapte

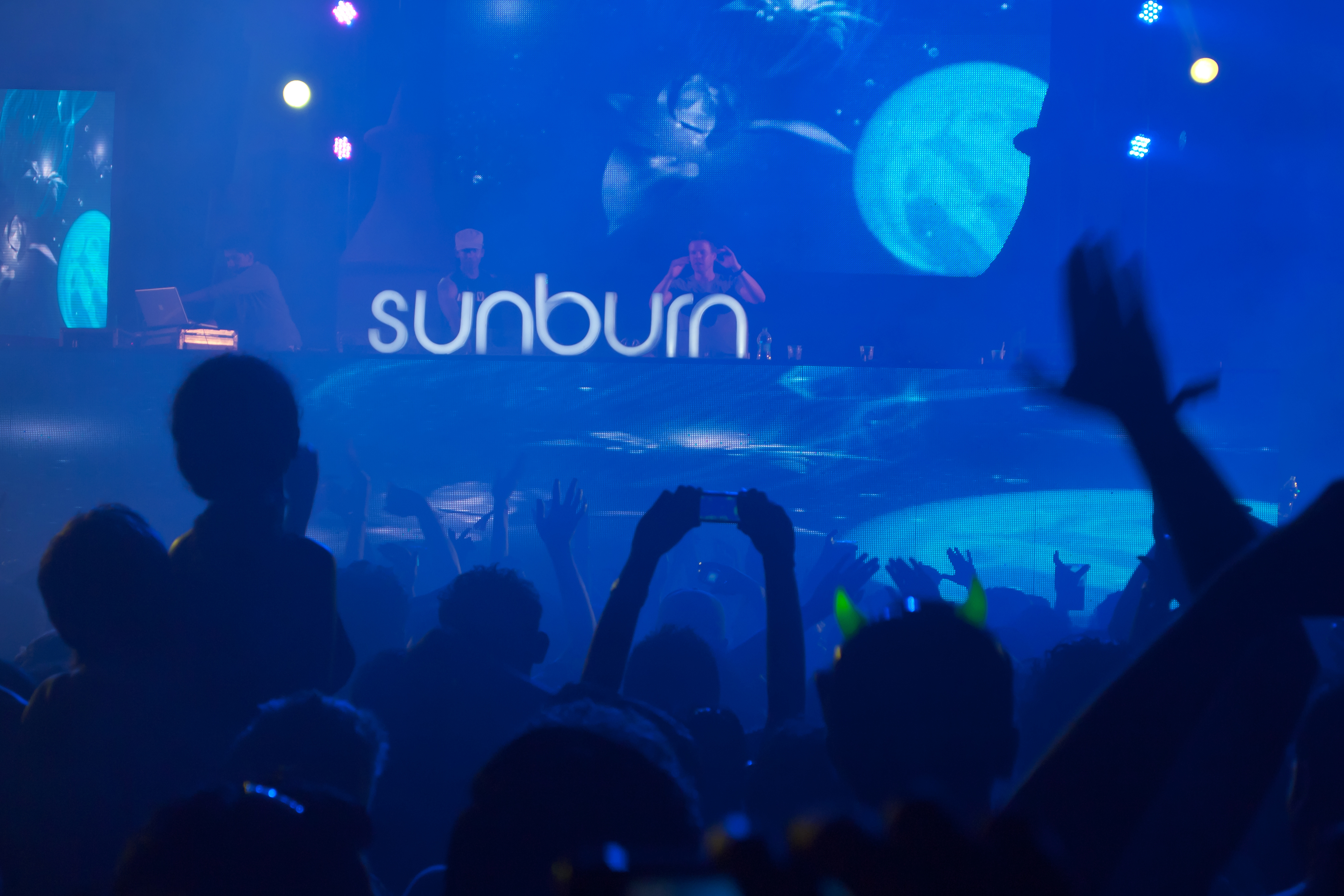
Oameni care dansează în club din Goa, India

Un club de noapte; uneori numit discotecă sau disco este un local de divertisment care funcționează în general de la lăsarea serii până târziu în dimineață. Un club se distinge, în mod obișnuit, de baruri, puburi sau lounge-uri, prin includerea unei scene de dans și a unui pupitru pentru deejay, unde acesta pune înregistrări house, rock, pop, hip-hop sau R&B.
Muzica din cluburi este fie live prin intermediul unei trupe, fie este un mix de melodii pus de un DJ prin intermediul unui sistem de boxe puternic. În România, cele mai multe cluburi sunt dedicate genului house, dar mai există și cluburi de muzică rock sau salsa.

## Legături externe
- Materiale media legate de Club la Wikimedia Commons